# 22632 DiNovis
22632 DiNovis è un asteroide della fascia principale. Scoperto nel 1998, presenta un'orbita caratterizzata da un semiasse maggiore pari a 2,3318449 UA e da un'eccentricità di 0,1497136, inclinata di 2,26262° rispetto all'eclittica.